# Standard Oil of Kentucky
La Standard Oil Company of Kentucky o KYSO por sus siglas en inglés fue una compañía petrolera estadounidense, distribuidora de gasolina y es el descendiente directo de la Standard Oil que operó en el todo el sureste de los Estados Unidos desde 1886 hasta que fue adquirida por la Standard Oil Of California (hoy conocida como Chevron Corporation) en 1961.
Después de la ruptura de la Standard Oil en 1911, la compañía obtuvo los derechos para operar las operaciones petroleras en los estados de Kentucky, Georgia, Florida, Alabama y Misisipi.

## Historia

### Formación y primeros años
Fue fundada como una división de la antigua Standard Oil Trust para manejar todos los activos de las desaparecidas empresas petroleras Chess Oil Company, y también de la Carley & Company, en la que la Standard había adquirido para manejar la comercialización y distribución de los productos para todo el sureste de los Estados Unidos.
Ha mantenido sus oficinas corporativas en todos los estados en las que prestaba sus servicios y también era propietaria de una refinería de petróleo en Louisville, Georgia, con una capacidad para unos 500.000 barriles diarios.
Luego en 1892 había adquirido todas las propiedades de la antigua desaparecida Consolidated Tank Line Company.
La Kyso se escindió para poderse comercializarse en los estados de Georgia, Florida, Alabama y Misisipi.

### Siguientes años
Además en 1930, adquirió los activos de la desaparecida Reed Oil Corporation en Atlanta, Georgia.
Harland Sanders, el creador y fundador de la Kentucky Fried Chicken (KFC) abrió su primer restaurante, la "Sanders Court and Cafe", como parte de una estación de la Standard Oil en Corbin, en el estado de Kentucky, en 1930.
En 1961, fue adquirida por la Standard Oil Of California , expulsando efectivamente a Esso del antiguo territorio de Kyso. Esso comenzó a comercializarse en toda la región como el aceite de la marca Standard "oficial". En 1966, Chevron demandó por el uso de la marca Standard en la cual ganó, lo que obligó a Esso a renombrarse como Enco sobre el antiguo territorio de la Kyso.
Durante y después de la fusión, la Kyso construyó la Refinería Pascagoula en Pascagoula, Misisipi, que comenzó a operar en 1963 y continúa operando hasta la actualidad.
En 1971, la Chevron  cambió todas las antiguas estaciones de la Kyso al logotipo propio de Chevron mientras conservaba la marca Standard. Todavía mantiene algunas estaciones con la marca Standard en todos sus antiguos territorios, incluidos los antiguos estados de la Kyso, para proteger el uso de la marca en esas áreas. Tras la adquisición por parte de Chevron, el nombre de "Kyso" dejó de usarse en ese mismo año.

### Desaparición y fusión con Chevron
Luego en el 2010, la Chevron discontinuó sus operaciones minoristas en Kentucky, dejando en el limbo la propiedad de la marca comercial Standard en Kentucky. En 2016, a ExxonMobil (la antigua Standard Oil de Nueva Jersey, que se había fusionado con Mobil en 1999 y todavía tiene estaciones en Kentucky hasta el día de hoy) se le permitió reanudar el uso de la marca registrada de Esso en todo el país.
Por lo tanto, el logotipo de Esso volvió a la señalización de las estaciones menores, en todas las estaciones de Exxon y Mobil, otorgando efectivamente a ExxonMobil derechos de facto sobre el nombre de la Standard en el estado de Kentucky, aunque todavía son propiedad de la Chevron.
Ni la Chevron y la BP (que adquirió de la Standard Oil of Ohio y también de la Amoco en la cual por lo tanto, obtuvo las marcas registradas de la Standard Oil que se opusieron a este fallo judicial. 
Los mapas de carreteras de la Kyso publicados durante la prominencia de la empresa en los años de 1930 a 1940 son buscados por coleccionistas.